# 嘉義農林学校
| 嘉義農林学校 | 嘉義農林学校                                |
| ------------ | ------------------------------------------- |
| 英称         | Kagi Agriculture and Forestry Public School |
| 公用語表記   | 嘉義農林學校                                |
| 創立         | 1919年                                      |
| 所在地       | 台湾嘉義庁                                  |
| 初代校長     | 柳川鑑藏                                    |
| 廃止         | 1945年                                      |
| 後身校       | 国立嘉義大学                                |
| 同窓会       |                                             |

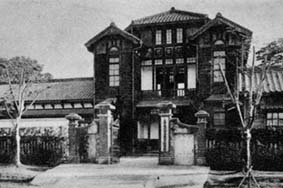
嘉義農林学校の校舎

嘉義農林学校（かぎのうりんがつこう、英語:Kagi Agriculture and Forestry Public School、旧字体：嘉義農林學校）は現在の国立嘉義大学の前身である、1919年4月、日本統治下の台湾において設立された旧制実業学校である。略称は嘉義農林、嘉農、KANO。

## 概要
日本統治時代の1919年4月に旧制実業学校が設立された。当初は「台湾総督府嘉義農林学校」と称した。農学科及び林学科が設置され、3年制であった。1926年に5年制に変わった。1941年に4年制となる。1943年に5年制が回復したし、農学科のみ設置された。1945年に第二次世界大戦後、日本の敗戦に伴い中華民国政府に移管された。校地・校舎は現在の「国立嘉義大学」に継承された。
1928年に嘉義農林学校野球部が創部された。始めの成績はこれといったものはなかったものの、その後名将近藤兵太郎監督の下、チームが頭角を現し始めた。1931年に全国中等学校優勝野球台湾大会に初出場して優勝を勝ち取り、日本本土の夏の甲子園大会に行く機会を得た。第17回全国中等学校優勝野球大会に出場し、一回戦では空回りしたが、二回戦の対神奈川商工戦では、3-0の完封に抑え、一躍注目チームとなる。準々決勝の対札幌商戦では、19 - 7で圧勝。準決勝の対小倉工戦も嘉農は10-2で圧勝。最後の決勝の対中京商戦で嘉農は0-4で負けた。決勝戦では負けたにもかかわらず「天下の嘉農」と褒めたたえられることになる。準優勝を獲得したのは、台湾からは唯一のチームであった。嘉義農林学校野球部が甲子園で準優勝をした実話が「KANO 1931海の向こうの甲子園」というタイトルで台湾で映画化され、2014年2月27日より公開された。。

## 歴史
1919年4月には台湾総督府は嘉義庁の山仔頂て「嘉義農林学校」が設立され、農学と林学の2つの学科を設置した。1921年には行政区画変更に伴い「台南州立嘉義農林学校」と改称された。1938年7月に学校が下路頭に移転された。1941年に修業年限4年と変わり1943年に修業年限は5年に回復し、農学科が設置された。
1945年に日本の敗戦に伴い中華民国に接収が行われると10月25日に「台湾省立嘉義農業職業学校」と改称され、修業年限は高級と初級で各3年であった。1947年8月に森林科が設置され、1948年8月に園芸科と農産製造科が設置された。1951年7月に「台湾省立嘉義高級農業職業学校」と改称し、1952年8月に畜牧獣医科が設置された。1954年8月1日に「示範農学校」て選ばれ「台湾省立嘉義示範高級農業職業学校」と改称された。1962年7月に農業土木科が設置された。
1965年3月に学校が昇格し、「台湾省立嘉義農業専科学校」と改称され、5年制の課程が設置された。1971年に2年制の夜間部を設置。1975年に全日部にも2年制課程を設置。1981年7月1日に「国立」に移管し、「国立嘉義農業専科学校」と改称された。1997年7月1日に「国立嘉義技術学院」へと昇格した。2000年2月1日に「国立嘉義師範学院」と合併し「国立嘉義大学」と改称された。

## 校歌
嘉義農林学校の校歌は岡野貞一が作詞し、高野辰之が作曲した。

## 教学組織

### 校長
| 校名                                     | 代           | 氏名                                   | 任期 |
| ---------------------------------------- | ------------ | -------------------------------------- | ---- |
| 台湾総督府嘉義農林学校 （1919年-1921年） |              |                                        |      |
| 準備主任                                 | 藤黒総左衛門 | 1919年4月 -- 1919年5月                 |      |
| 初代                                     | 柳川鑑蔵     | 1919年5月 -- 1921年4月                 |      |
| 初代                                     | 柳川鑑蔵     | 台南州立嘉義農林学校 （1921年-1945年） |      |
| 初代                                     | 柳川鑑蔵     | 1921年4月 -- 1926年4月                 |      |
| 第2代                                    | 樋口孝       | 1926年4月 -- 1931年3月                 |      |
| 代行                                     | 中林直俊     | 1931年3月 -- 1931年4月                 |      |
| 第3代                                    | 島内庸明     | 1931年4月 -- 1937年4月                 |      |
| 第4代                                    | 田村朋一     | 1937年4月 -- 1940年4月                 |      |
| 第5代                                    | 鹿討豊雄     | 1940年4月 -- 1943年4月                 |      |
| 第6代                                    | 西崎茂       | 1943年4月 -- 1944年2月                 |      |
| 第7代                                    | 服部正夷     | 1944年2月 -- 1945年10月                |      |

### 教員
- 近藤兵太郎：嘉義農林学校野球部（中国語版）教練

## 主な卒業生
- 呉明捷：野球選手
- 呉昌征：プロ野球選手
- 萩原寛（呉新亨）：プロ野球審判員・プロ野球選手
- 今久留主淳：プロ野球選手
- 今久留主功：プロ野球選手